# Vaiko Eplik
Vaiko Eplik (nacido el 1 de agosto de 1981 en Rapla) es un cantante y compositor estonio.
Ha estado activo en las bandas Claire's Birthday, Ruffus, Koer y Vaiko Eplik y Eliit.

## Biografía
Eplik recibió educación musical en la Escuela Musical de Talin antes de formar Claire's Birthday en 1997. Con esta banda editó tres discos, considerados por la crítica como una réplica al sonido britpop de la época. Más tarde la banda cambiaría su nombre a Ruffus, denominación con la que ganó el Eurosong del año 2003 y por tanto tuvo el derecho a participar del Festival de la Canción de Eurovisión de 2003 desarrollado en Riga, representando a Estonia con la canción "Eighties Coming Back". La canción finalizó en el puesto número 21 con 14 puntos.
En 2004, Vaiko Eplik interpretó a Judas en la ópera rock " Jesucristo Superstar " en el Teatro Vanemuine, y en 2009, interpretó al Che Guevara en "Evita", representada en el mismo teatro.
En 2008 fue nominado por el British Council al premio al Joven Emprendedor Musical Internacional del Año. En 2010 ganó el premio al mejor artista masculino en los Estonian Music Awards. En la competencia anual de premios de música pop del mismo año, fue nombrado artista del año.[cita requerida] Ese mismo año produjo y coescribió varias de las canciones del primer álbum solista de Lenna Kuurmaa, a quien conoció en el coro estonio de niños de la ETV en la década de los noventa.
En 2013 se estrenó en cines la película animada "Suur maalritöö" ("El gran pintor"), con la banda sonora a cargo de Vaiko Eplik. Sus canciones son interpretadas en la película y en el CD por cantantes como Mari Pokinen o Priit Voigemast. A fines del mismo año, se lanzaron los dos primeros sencillos de su śiguiente álbum de estudio "Nõgesed": "Murelik brunett" y "Mõtetes mõrudais". Al respecto de "Mõtetes mõrudais" ("Pensamientos amargos"), Eplik comentó: «Cuando estaba componiendo la canción me preguntaba ¿cómo la habría cantado Michael Jackson si hubiese nacido en Rapla? ¿Y cómo lo habría interpretado Whitney Houston si fuese estonia?"».
Solo unos meses después del lanzamiento del álbum "Nõgesed", Eplik lanzó el sencillo "Juulia", anticipo del álbum de estudio "Nelgid", lanzado en julio de 2014. En 2020 editó una caja con sus 11 discos lanzados hasta ese momento, tanto bajo su nombre como aquellos editados como "Vaiko Eplik y Eliit". A finales de 2022 se anunció una reunión de Claire's Birthday para efectuar su primer concierto en 13 años, que tendría lugar en julio de 2023.
El 6 de julio de 2020, Eplik fue elegido presidente de la junta directiva de la Asociación de Autores de Estonia.
Eplik se considera un autor y compositor independiente, que lanza sus álbumes bajo su propio sello, Mortimer Snerd.